# 茨城県道500号茨城大洗自転車道線

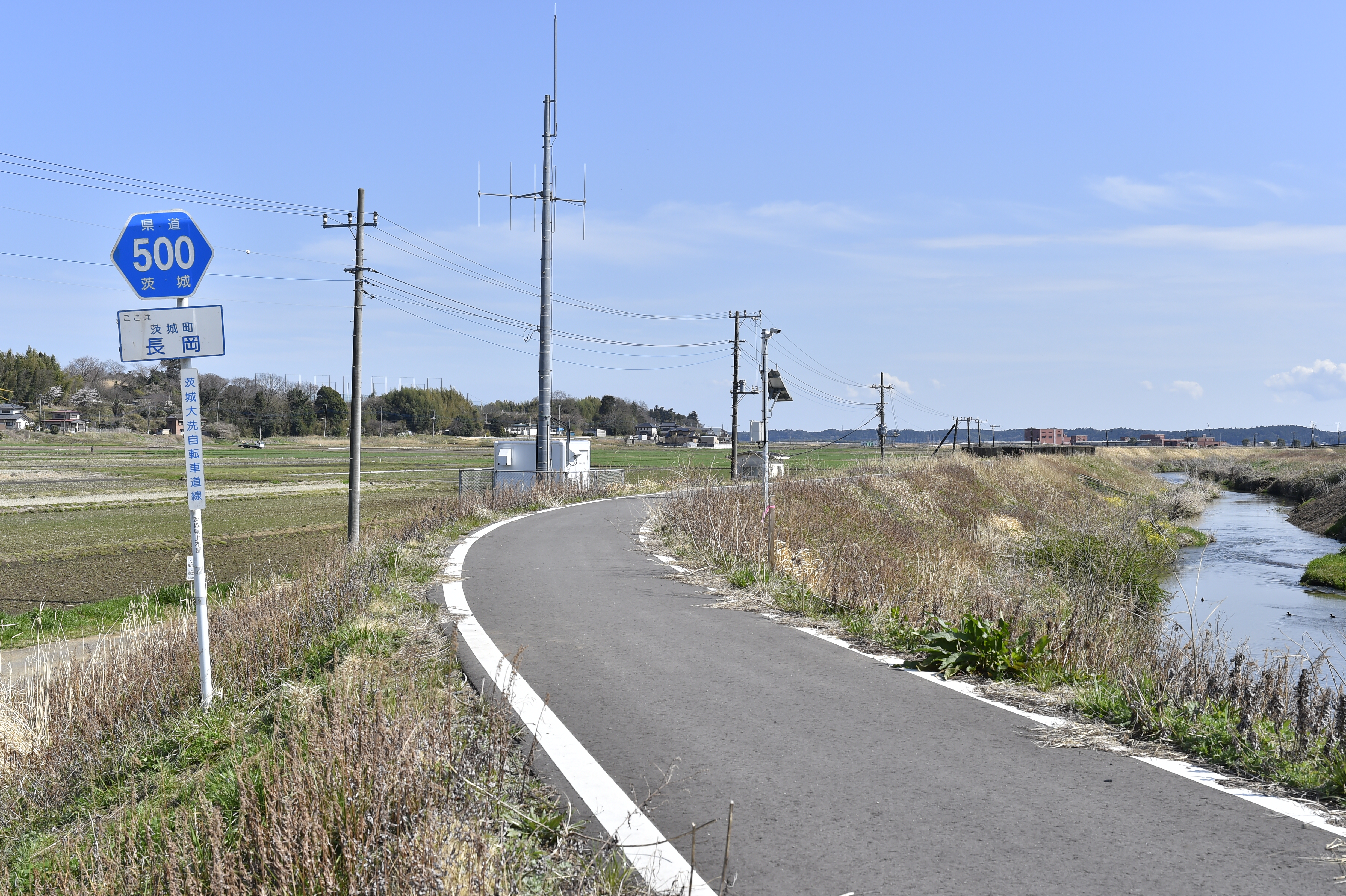
茨城県道500号茨城大洗自転車道線
茨城町長岡・大洗方面（2022年4月）

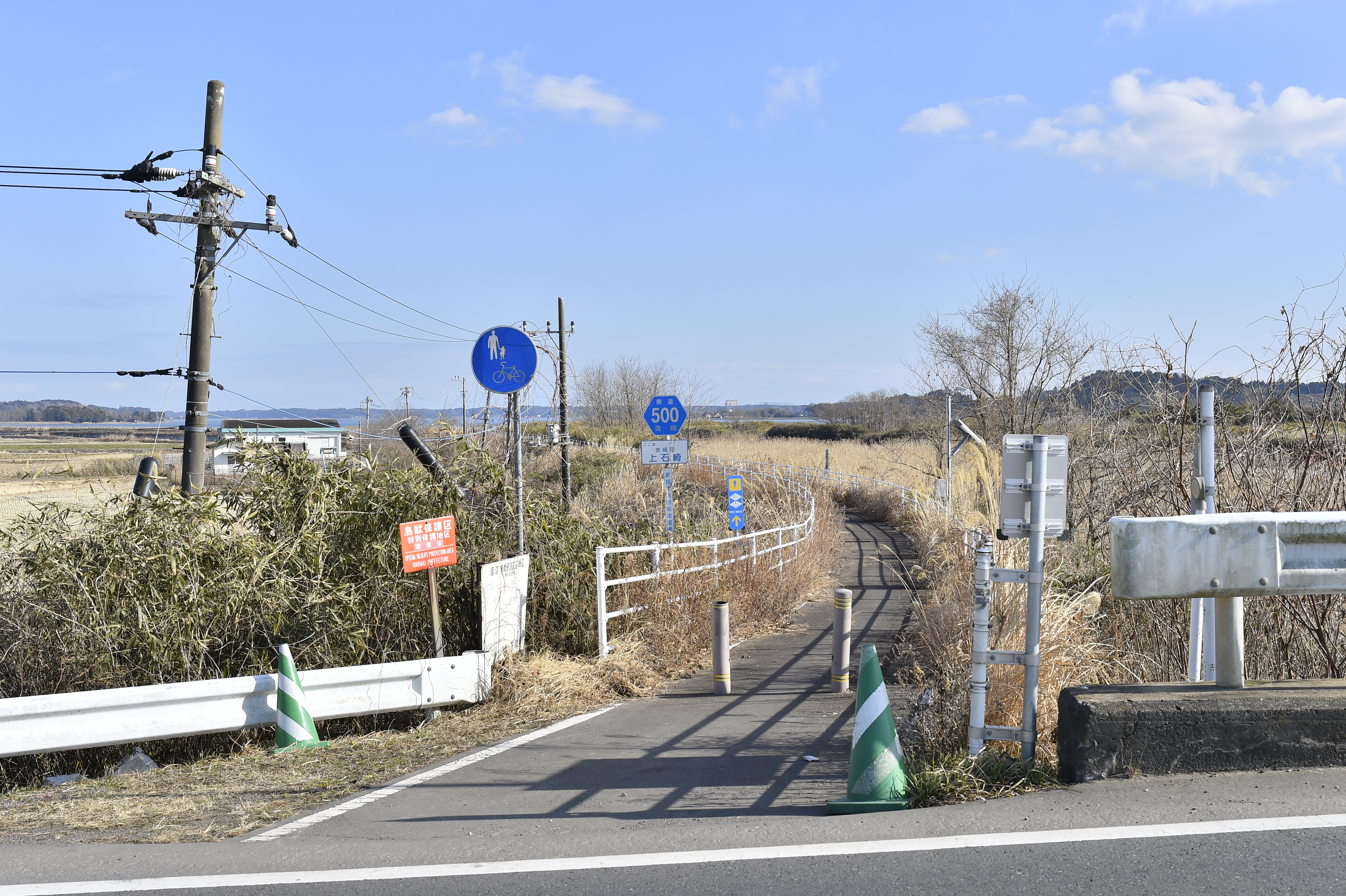
茨城町上石崎・大洗方面
（2022年1月）

茨城県道500号茨城大洗自転車道線（いばらきけんどう500ごう いばらき おおあらいじてんしゃどうせん、愛称：涸沼自転車道）は、茨城県東茨城郡茨城町から大洗町までを結ぶ自転車専用の県道である。

## 概要
涸沼川・涸沼沿いを通る自転車用道路で、涸沼川左岸・涸沼護岸を通る西半分は自転車専用道、東半分は一般県道重複の併用道路となっている。涸沼大橋北県道50号と交わる場所には信号や横断歩道がない。
- 起点：東茨城郡茨城町長岡（茨城県道18号茨城鹿島線分岐）
- 終点：東茨城郡大洗町磯浜町（茨城県道108号那珂湊大洗線・海門橋）
- 総延長：23.074 km[1]
- 重用延長：0.0 km[1]
- 未供用延長：16.317 km[1]
- 実延長：6.757 km[1]

## 歴史

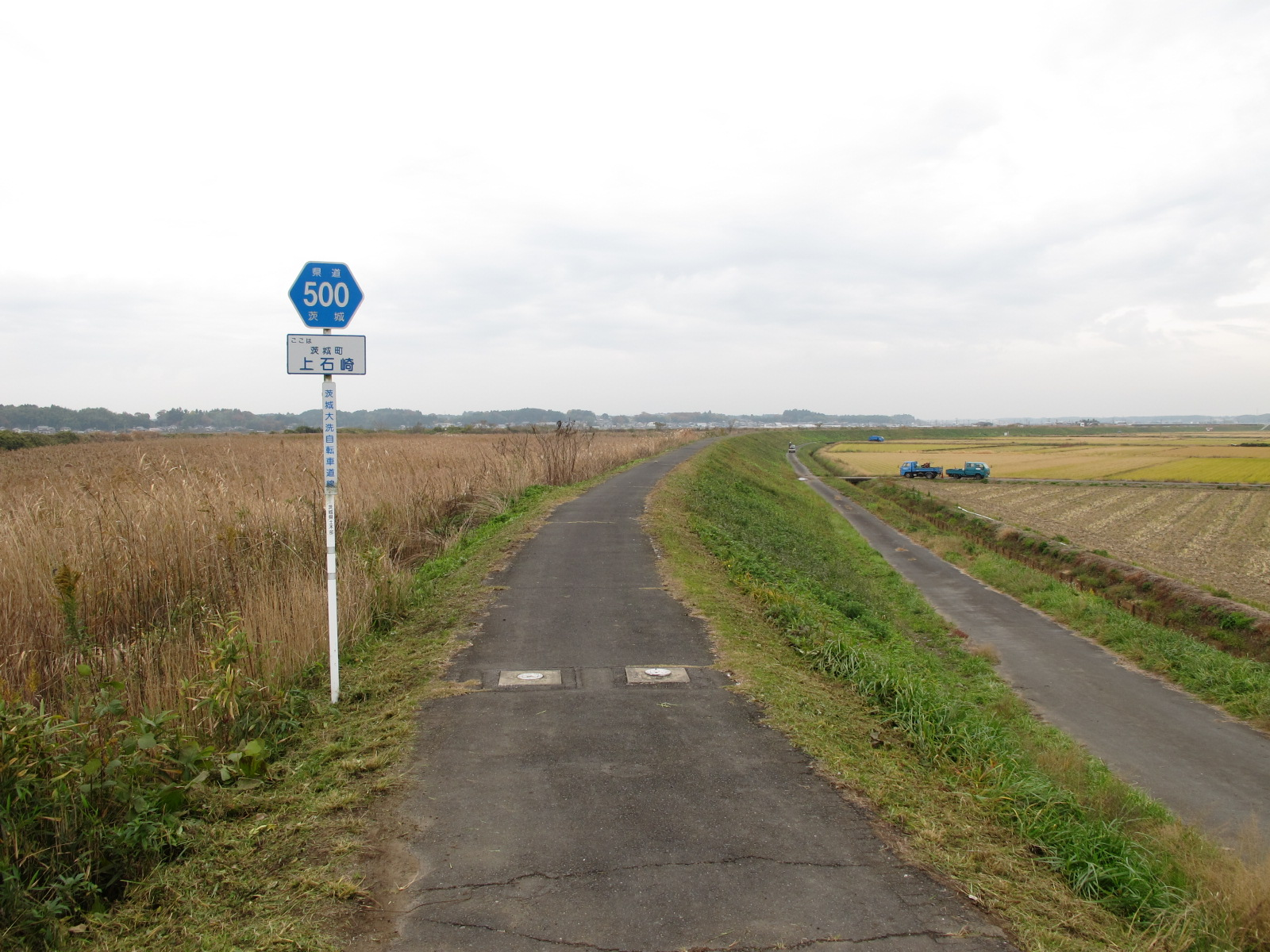
茨城町上石崎・長岡方面
東日本大震災前の路面状況（2010年11月）

1974年（昭和49年）6月10日、新規自転車道の県道路線として起点を東茨城郡茨城町大字長岡、終点を東茨城郡大洗町大字祝町とする区間が県道茨城大洗自転車道線線として路線認定され現在に至る。

### 年表
- 1974年（昭和49年）6月10日：路線認定[2]。
- 1984年（昭和59年）10月29日：東茨城郡茨城町長岡 - 同町上石崎までの区間（延長5,955 m）が自転車専用道の道路区域に決定する[3]。
- 1984年（昭和59年）12月17日：東茨城郡茨城町長岡 - 同町上石崎までの区間（延長5,955 m）が供用開始される[4]。
- 2018年（平成30年）9月28日：東茨城郡茨城町中石崎 - 同町下石崎の現道をバイパスする自転車道（802 m）を供用開始[5]。

## 重複区間
- 茨城県道106号長岡大洗線（東茨城郡茨城町下石崎の涸沼自然公園 - 大洗町港中央の県道水戸鉾田佐原線交点）
- 茨城県道2号水戸鉾田佐原線（東茨城郡大洗町港中央の県道長岡大洗線交点 - 同町磯浜町の県道大洗公園線交点）
- 茨城県道173号大洗公園線（東茨城郡大洗町磯浜町の県道水戸鉾田佐原線交点 - 同所の県道那珂湊大洗線交点）
- 茨城県道108号那珂湊大洗線（東茨城郡大洗町磯浜町の県道大洗公園線交点 - 海門橋（終点））

## 通過する自治体
- 茨城県
  - 東茨城郡茨城町 - 水戸市 - 東茨城郡大洗町

## 道路施設
- 東水神橋（渋川、茨城町上石崎）
- 宮前橋（若宮川、茨城町下石崎）